# 河辺禰受
河辺 禰受（かわべ の ねず）は、飛鳥時代の豪族。姓は臣。冠位は小徳。

## 出自
「河辺氏（川辺氏）」の氏名は、河内国石川郡河野辺、現在の大阪府南河内郡千早赤阪村の地名に由来する。『新撰姓氏録』「右京皇別」には、「武内宿禰四世孫宗我宿祢之後也」と掲載されている。『日本書紀』巻第十九には欽明天皇23年（562年）、紀男麻呂の副将で、勇敢ではあったが、敵の計略にはまり、妻の甘美媛を身代わりにして難を逃れた河辺臣瓊缶（かわべ の おみ にえ）のことが載せられている。巻第二十五には、孝徳天皇の白雉5年2月（623年）に遣唐大使に選ばれ、翌年の斉明天皇元年8月1日に帰朝した河辺臣麻呂（かわべ の おみ まろ）のことも述べられており、主として対外関係の方面で活躍した一族である。

## 経歴
位階は冠位十二階第二位の小徳であるため、大和政権内部における発言力が大きく、蘇我馬子の信任も厚かった。
『日本書紀』巻第二十二によると、推古天皇31年（623年）7月、征新羅大将軍境部臣雄摩侶・強硬派の中臣臣国のもとで、副将軍（そいのいくさのきみ）の一人として任命され、数万の軍を率いて新羅を討った。戦況は日本の有利に働き、新羅国王は降服した、とある。
これは、同年の新羅による任那侵攻に対する大和政権側の抗議行動であったが、群卿を交えた閣議では、新羅側の態度を探るための使者を使者を送ることになり、そのために新羅に吉士磐金・吉士倉下が派遣されていた状態の最中でもあった。政権内における意見の不統一が、半島政策を巡って露わになってしまった瞬間であった。調整役である筈の聖徳太子も既にこの世にはなく、蘇我馬子もほどなくしてこの世を去ってしまい（625年、推古天皇33年5月20日）、そして、推古天皇の残された寿命もそう長くはなかった。
禰受の名前はこの箇所にしか登場しないが、同じ『日本書紀』巻第二十二には、以下のような説話がある。
推古天皇26年、河辺臣を安芸国に派遣して、船舶を作らせた。山に到着して船用の材木を捜し、適当な木があったので、切ろうとした。ある人が「霹靂（雷神）の木です。伐採してはなりません」と言ったが、河辺臣は「雷神と言えども、天皇の命には逆らえない」と言って、多くの幣帛（みてぐら）を祭り、人夫をよこして伐採させた。すると、大雨と雷電（いなつるび）が起こった。河辺臣は剣をとって、
そう言って、天を仰いで待ったが、十回雷鳴したが河辺臣を傷つけることはできなかった。船は無事完成した。
また、巻第二十三によると、628年、推古天皇の後継の天皇を巡って、田村皇子（のちの舒明天皇）と山背大兄王とが争った際に、蘇我蝦夷の命で山背大兄王のもとへつかわされた使者の1人に「河辺臣」がいるが、これも禰受のことではなかったか、と言われている。
川辺臣一族は、天武天皇13年（684年）11月の八色の姓で、「朝臣」の姓を授けられている。